# 城市绿地

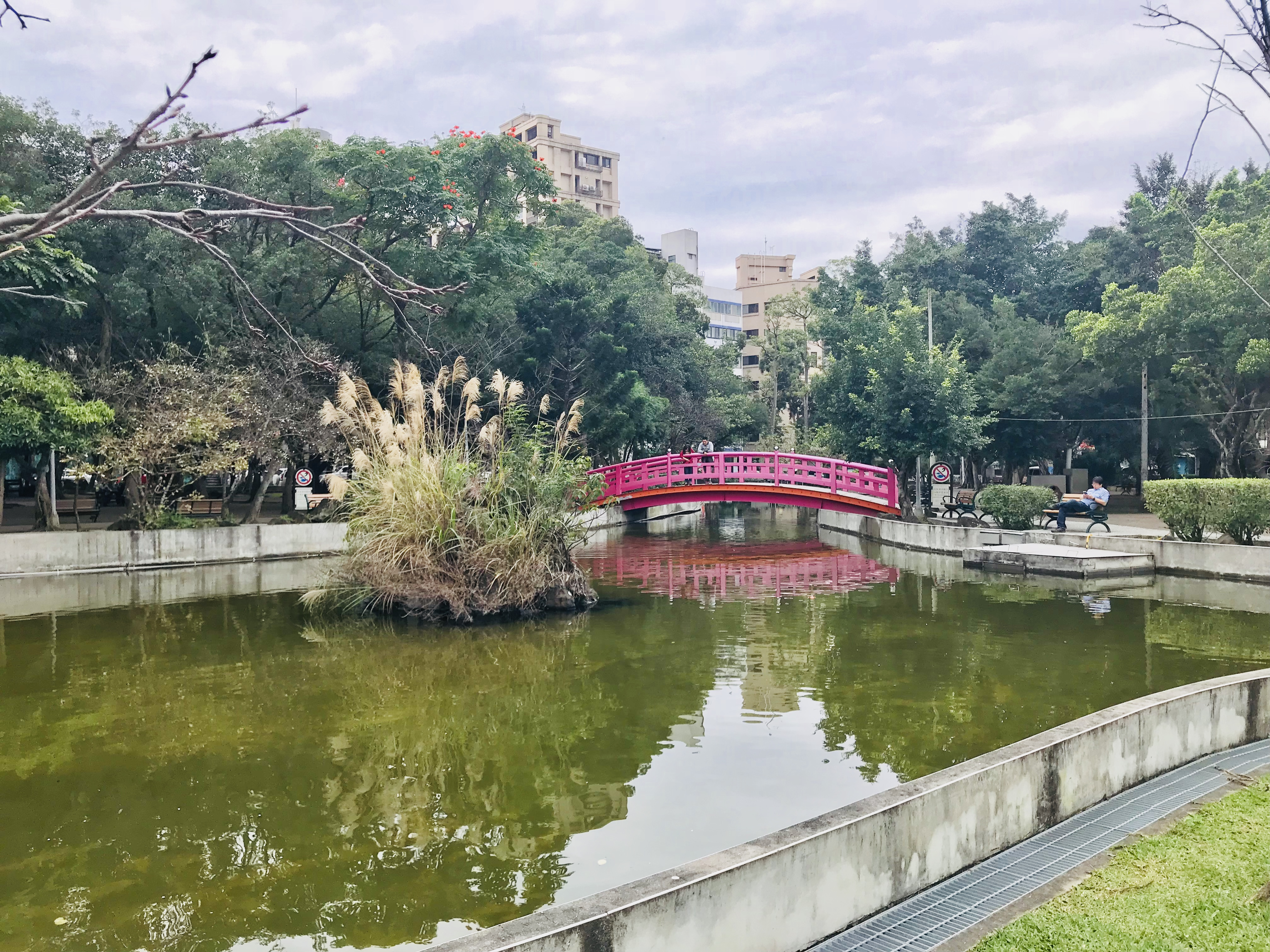
臺北市文山區的興隆公園

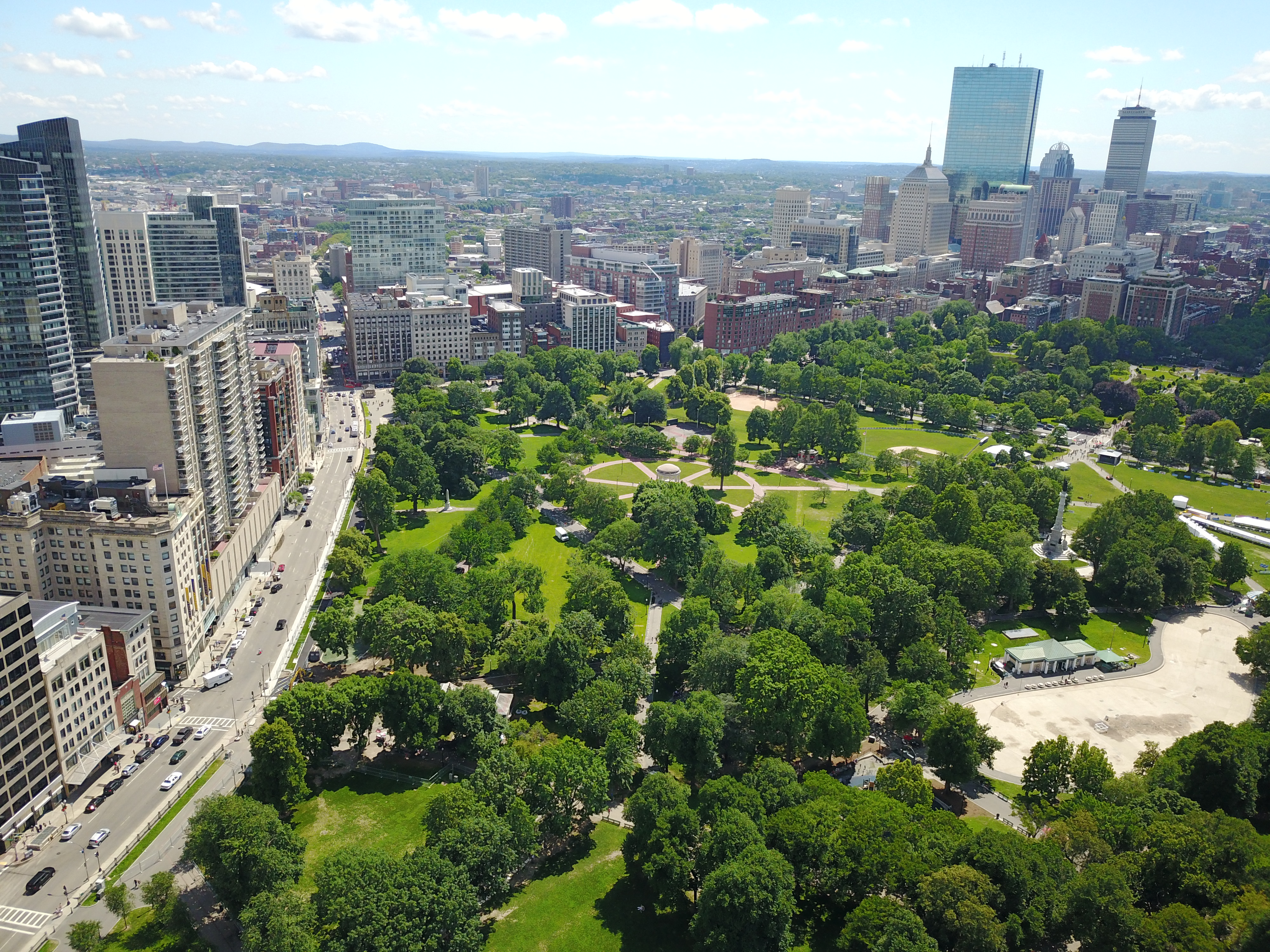
美國波士頓的波士頓公園

城市绿地為城市中用作公園或其他綠地的開放空間，世界衛生組織將其定義為「有任何植被覆蓋的城市土地」，可能伴隨著遊樂場、蓝色空间（水體或水道）等人工設施或自然景觀，有休憩、生態、美觀與健康等用途。城市綠地有時為大學校園、社區花園等私人或機構的用地，但一般均對公眾開放，位於城市範圍以外的州立公園和國家公園則不屬於城市绿地。早在一世紀古羅馬即有（意指城市中的鄉村）的概念，將綠地融入城市規劃中，現代城市綠地則可追溯至十七至十八世紀英國倫敦的城市廣場。
城市綠地可減緩地表逕流與熱島效應，還可降低空氣污染，對周圍社區的居民生理和心理健康有正面影響。歷史上以弱勢族群為主的社區通常較缺乏綠地，為政策（如過去美國住宅政策中的紅線制度）與經濟不平等所致，近年的綠地規劃開始重視環境正義與社區參與。清理污染與增設綠地可提升周圍住宅的價值，即環境縉紳化，但此過程也可能有負面影響，使弱勢族群無力負擔房價而被迫遷出。